# フィールドアーチェリー
フィールドアーチェリー（英語:field archery）は、森や林など自然の中で競技するアーチェリーの1種。ワールドゲームズの正式種目となっている。

## 概要
24の標的に対して3射ずつ射ち込み、その合計得点を競う。
標的までの距離は5～60mであり、標的までの距離が表示されているマークドコースだけではなく、標的までの距離が表示されていないアンマークドコースがある。地形の変化がより大きくさまざまな角度に向かって競技するため、射ち上げ、射ち下ろしといったテクニックが必要になる。また、アンマークドコースではコースの距離を読み取り、どのように射つか考える必要がある。
標的の大きさが距離によって異なり、直径20cm、40cm、60cm、80cmの4種類の大きさがある。
使用する弓の種類によって、ベアボウ、リカーブ、コンパウンドの3部門がある。
世界選手権では団体戦があり、各国の各部門3名でチームを形成する。

## おもな競技会
フィールドアーチェリーの第1回世界選手権大会は1959年に開催された。主管は世界アーチェリー連盟で、現在は隔年で行なわれている。日本国内では全日本アーチェリー連盟が1972年から全日本フィールドアーチェリー選手権を開催している。